# خوان پابلو واولت

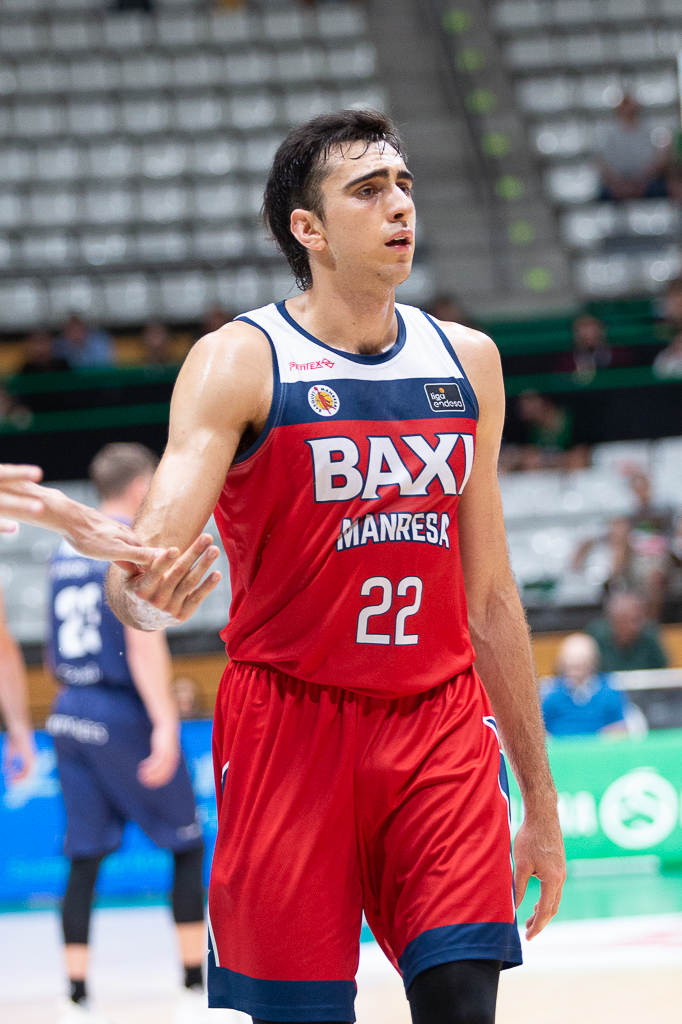
خوان پابلو واولت در سال ۲۰۱۹

خوان پابلو واولت ( زاده ۲۲ مارس ۱۹۹۶ ) یک بازیکن بسکتبال اهل آرژانتین است.